# Pablo Usoz
Pablo Usoz Ciriza (nacido el 31 de diciembre de 1968 en Madrid, Comunidad de Madrid) es un exjugador de hockey sobre hierba español. Su logro más importante fue una medalla de plata en los juegos olímpicos de Atlanta 1996 y otra mundial con la selección de España. Más tarde se convirtió en el seleccionador de la selección nacional absoluta femenina, quedando décimo en las Olimpiadas del 2004 en Atenas,cuarto en el mundial de Madrid celebrado el 2006 y quedando séptimo en las olimpiadas de Pekín 2008. En la actualidad es entrenador del Club de Campo Villa de Madrid, equipo masculino de División de Honor A. Es el hijo del también jugador de hockey Luis Maria Usoz.

## Participaciones en Juegos Olímpicos
- Barcelona 1992, puesto 5.
- Atlanta 1996, medalla de plata
- Sídney 2000, noveno puesto.
- Atenas 2004, décimo puesto (seleccionador femenino).

## Premios, reconocimientos y distinciones
- Medalla de Plata de la Real Orden del Mérito Deportivo, otorgada por el Consejo Superior de Deportes (1999)